# Manilkara pobeguinii
Manilkara pobeguinii är en tvåhjärtbladig växtart som beskrevs av Jean Baptiste Louis Pierre och Marcel Marie Maurice Dubard. Manilkara pobeguinii ingår i släktet Manilkara och familjen Sapotaceae.
Artens utbredningsområde är Guinea. Inga underarter finns listade i Catalogue of Life.